# Ophiusa tirhaca
Ophiusa tirhaca là một loài bướm đêm thuộc họ Erebidae. Nó được tìm thấy ở miền nam châu Âu, Châu Phi, Úc và phần phía nam của châu Á.
Sải cánh dài khoảng 50 mm.
Ấu trùng ăn heath, Pistacia lentiscus, Pistacia terebinthus, Cotinus coggygria, Rhus coriaria, Rhus cotinus, Cistus, Eucalyptus, Osyris, Viburnum và Pelargonium.

## Hình ảnh

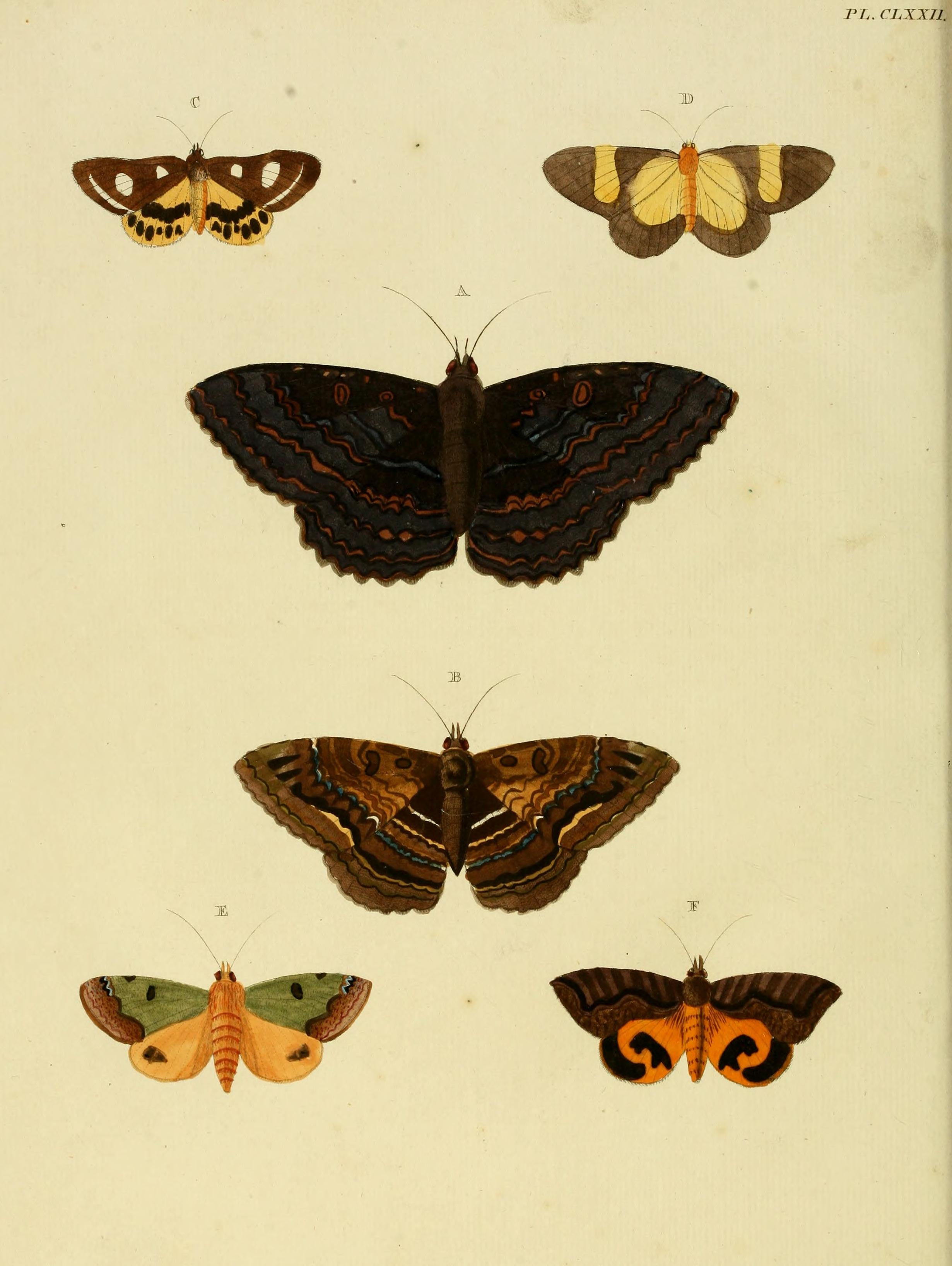
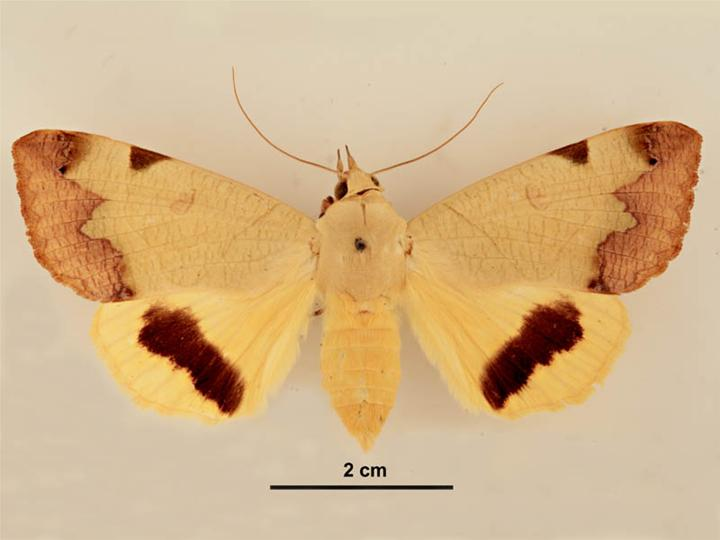
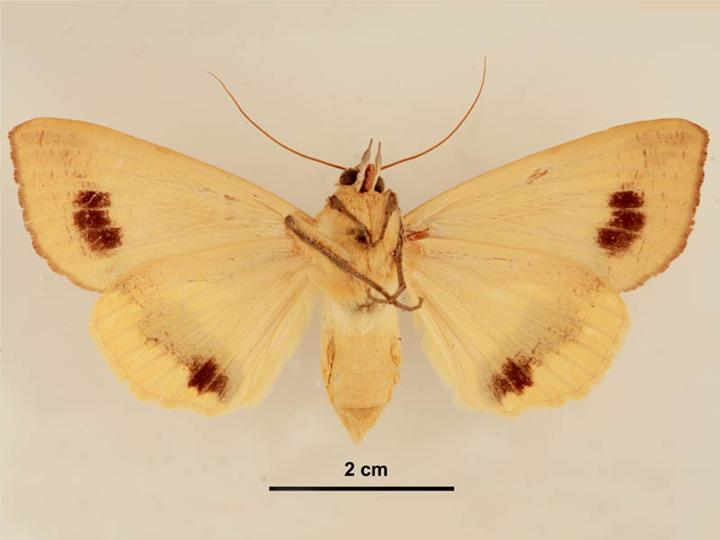
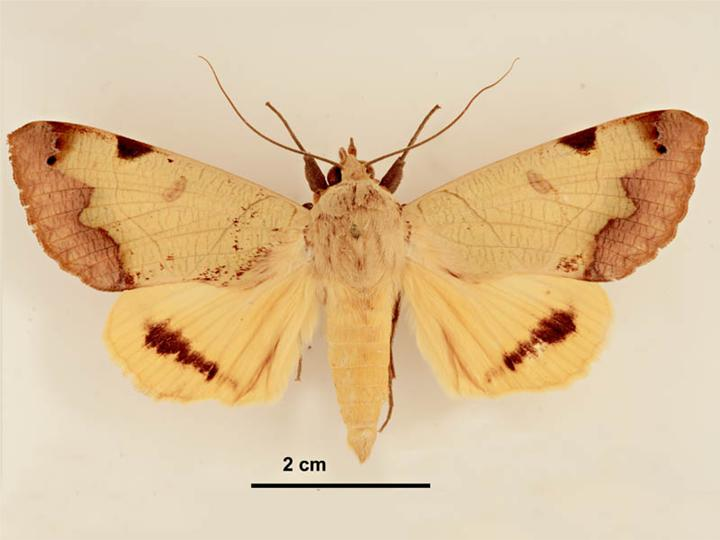